# 슬로베니아 축구 국가대표팀
슬로베니아 축구 국가대표팀(슬로베니아어: Slovenska nogometna reprezentanca)은 슬로베니아를 대표하는 축구 국가 대표팀이며 슬로베니아 축구 협회에 의해 운영된다. 1991년에 유고슬라비아에서 분리된 후 이듬해인 1992년 6월 3일 에스토니아와의 친선 경기에서 공식 A매치 데뷔전을 치렀다.

## 국제 대회 경력

### FIFA 월드컵
2002년 대회를 통해 사상 첫 월드컵 본선 진출을 이뤄냈으나 3전 전패·C조 꼴찌로 조별리그에서 탈락했고 이후 2010년 대회를 통해 8년만에 월드컵 본선에 합류하여 본선 첫 경기에서 북아프리카의 강호 알제리를 꺾고 첫 승을 올렸으나 아쉽게도 16강에는 오르지 못했으며 이후 현재까지 월드컵 본선 기록은 없다.

### UEFA 유럽 축구 선수권 대회
UEFA 유로 2000을 통해 사상 첫 유로 대회 본선에 올랐으나 이 대회에서는 조별리그에서 탈락했고 이후 2024년 대회를 통해 24년만의 유로 대회 본선이자 2010년 FIFA 월드컵 이후 14년만에 메이저 대회 본선에 복귀하여 이 대회에서 사상 첫 메이저 대회 16강 진출의 성과를 거두었다.

### UEFA 네이션스리그

#### 2018-19 리그 C
2018-19년 UEFA 네이션스리그 C 3조 6경기에서 3무 3패·조 최하위라는 성적표를 받아들였으나 차기 시즌의 진행 방식 변경으로 인해 리그 D로의 강등은 이뤄지지 않았다.

#### 2020-21 리그 C
2020-21 시즌 리그 C 3조 6경기에서 그리스, 코소보, 몰도바를 상대로 4승 2무·조 1위에 오르며 차기 시즌 리그 B 승격을 확정지었다.

#### 2022-23 리그 B
리그 B 승격 후 첫 시즌인 2022-23 시즌에서 세르비아, 노르웨이, 스웨덴을 상대로 6경기 1승 3무 2패·4조 3위를 마크했다.

## 기타 국제 대회 경력
지중해 경기 대회에는 2번 출전했지만 모두 조별리그에서 탈락했고 2002년 구정컵에서는 4팀 가운데 3위에 그쳤고 키프로스 4개국 친선 국제 축구 대회에서는 2번의 대회(1998년, 2006년)에서 준우승을 차지했으며 오만 4개국 친선 국제 축구 대회에서도 2번의 대회(1999년, 2000년)에서 준우승을 차지했다. 그리고 몰타 4개국 친선 국제 축구 대회에서 우승(1994년)과 준우승(1996년)을 한번씩 차지했다.

## FIFA 월드컵(본선)
| FIFA 월드컵 본선 기록 | FIFA 월드컵 본선 기록        | FIFA 월드컵 본선 기록        | FIFA 월드컵 본선 기록        | FIFA 월드컵 본선 기록        | FIFA 월드컵 본선 기록        | FIFA 월드컵 본선 기록        | FIFA 월드컵 본선 기록        | FIFA 월드컵 본선 기록        | FIFA 월드컵 본선 기록        |
| 년도                  | 결과                         | 순위                         | 경기                         | 승                           | 무*                          | 패                           | 득점                         | 실점                         | 승점                         |
| --------------------- | ---------------------------- | ---------------------------- | ---------------------------- | ---------------------------- | ---------------------------- | ---------------------------- | ---------------------------- | ---------------------------- | ---------------------------- |
| 1930년                | 유고슬라비아로 참가          | 유고슬라비아로 참가          | 유고슬라비아로 참가          | 유고슬라비아로 참가          | 유고슬라비아로 참가          | 유고슬라비아로 참가          | 유고슬라비아로 참가          | 유고슬라비아로 참가          | 유고슬라비아로 참가          |
| 1934년                | 유고슬라비아로 참가          | 유고슬라비아로 참가          | 유고슬라비아로 참가          | 유고슬라비아로 참가          | 유고슬라비아로 참가          | 유고슬라비아로 참가          | 유고슬라비아로 참가          | 유고슬라비아로 참가          | 유고슬라비아로 참가          |
| 1938년                | 유고슬라비아로 참가          | 유고슬라비아로 참가          | 유고슬라비아로 참가          | 유고슬라비아로 참가          | 유고슬라비아로 참가          | 유고슬라비아로 참가          | 유고슬라비아로 참가          | 유고슬라비아로 참가          | 유고슬라비아로 참가          |
| 1950년                | 유고슬라비아로 참가          | 유고슬라비아로 참가          | 유고슬라비아로 참가          | 유고슬라비아로 참가          | 유고슬라비아로 참가          | 유고슬라비아로 참가          | 유고슬라비아로 참가          | 유고슬라비아로 참가          | 유고슬라비아로 참가          |
| 1954년                | 유고슬라비아로 참가          | 유고슬라비아로 참가          | 유고슬라비아로 참가          | 유고슬라비아로 참가          | 유고슬라비아로 참가          | 유고슬라비아로 참가          | 유고슬라비아로 참가          | 유고슬라비아로 참가          | 유고슬라비아로 참가          |
| 1958년                | 유고슬라비아로 참가          | 유고슬라비아로 참가          | 유고슬라비아로 참가          | 유고슬라비아로 참가          | 유고슬라비아로 참가          | 유고슬라비아로 참가          | 유고슬라비아로 참가          | 유고슬라비아로 참가          | 유고슬라비아로 참가          |
| 1962년                | 유고슬라비아로 참가          | 유고슬라비아로 참가          | 유고슬라비아로 참가          | 유고슬라비아로 참가          | 유고슬라비아로 참가          | 유고슬라비아로 참가          | 유고슬라비아로 참가          | 유고슬라비아로 참가          | 유고슬라비아로 참가          |
| 1966년                | 유고슬라비아로 참가          | 유고슬라비아로 참가          | 유고슬라비아로 참가          | 유고슬라비아로 참가          | 유고슬라비아로 참가          | 유고슬라비아로 참가          | 유고슬라비아로 참가          | 유고슬라비아로 참가          | 유고슬라비아로 참가          |
| 1970년                | 유고슬라비아로 참가          | 유고슬라비아로 참가          | 유고슬라비아로 참가          | 유고슬라비아로 참가          | 유고슬라비아로 참가          | 유고슬라비아로 참가          | 유고슬라비아로 참가          | 유고슬라비아로 참가          | 유고슬라비아로 참가          |
| 1974년                | 유고슬라비아로 참가          | 유고슬라비아로 참가          | 유고슬라비아로 참가          | 유고슬라비아로 참가          | 유고슬라비아로 참가          | 유고슬라비아로 참가          | 유고슬라비아로 참가          | 유고슬라비아로 참가          | 유고슬라비아로 참가          |
| 1978년                | 유고슬라비아로 참가          | 유고슬라비아로 참가          | 유고슬라비아로 참가          | 유고슬라비아로 참가          | 유고슬라비아로 참가          | 유고슬라비아로 참가          | 유고슬라비아로 참가          | 유고슬라비아로 참가          | 유고슬라비아로 참가          |
| 1982년                | 유고슬라비아로 참가          | 유고슬라비아로 참가          | 유고슬라비아로 참가          | 유고슬라비아로 참가          | 유고슬라비아로 참가          | 유고슬라비아로 참가          | 유고슬라비아로 참가          | 유고슬라비아로 참가          | 유고슬라비아로 참가          |
| 1986년                | 유고슬라비아로 참가          | 유고슬라비아로 참가          | 유고슬라비아로 참가          | 유고슬라비아로 참가          | 유고슬라비아로 참가          | 유고슬라비아로 참가          | 유고슬라비아로 참가          | 유고슬라비아로 참가          | 유고슬라비아로 참가          |
| 1990년                | 유고슬라비아로 참가          | 유고슬라비아로 참가          | 유고슬라비아로 참가          | 유고슬라비아로 참가          | 유고슬라비아로 참가          | 유고슬라비아로 참가          | 유고슬라비아로 참가          | 유고슬라비아로 참가          | 유고슬라비아로 참가          |
| 1994년                | 없음                         | 없음                         | 없음                         | 없음                         | 없음                         | 없음                         | 없음                         | 없음                         | 없음                         |
| 1998년                | 예선 탈락                    | 예선 탈락                    | 예선 탈락                    | 예선 탈락                    | 예선 탈락                    | 예선 탈락                    | 예선 탈락                    | 예선 탈락                    | 예선 탈락                    |
| 2002년                | 조별리그                     | 30위                         | 3                            | 0                            | 0                            | 3                            | 2                            | 7                            | 0                            |
| 2006년                | 예선 탈락                    | 예선 탈락                    | 예선 탈락                    | 예선 탈락                    | 예선 탈락                    | 예선 탈락                    | 예선 탈락                    | 예선 탈락                    | 예선 탈락                    |
| 2010년                | 조별리그                     | 18위                         | 3                            | 1                            | 1                            | 1                            | 3                            | 3                            | 4                            |
| 2014년                | 예선 탈락                    | 예선 탈락                    | 예선 탈락                    | 예선 탈락                    | 예선 탈락                    | 예선 탈락                    | 예선 탈락                    | 예선 탈락                    | 예선 탈락                    |
| 2018년                | 예선 탈락                    | 예선 탈락                    | 예선 탈락                    | 예선 탈락                    | 예선 탈락                    | 예선 탈락                    | 예선 탈락                    | 예선 탈락                    | 예선 탈락                    |
| 2022년                | 예선 탈락                    | 예선 탈락                    | 예선 탈락                    | 예선 탈락                    | 예선 탈락                    | 예선 탈락                    | 예선 탈락                    | 예선 탈락                    | 예선 탈락                    |
| 합계                  | 2회 진출(2/7)                | 조별리그(2회)                | 6                            | 1                            | 1                            | 4                            | 5                            | 10                           | 4                            |
| 순위                  | FIFA 월드컵 역대 순위 : 57위 | FIFA 월드컵 역대 순위 : 57위 | FIFA 월드컵 역대 순위 : 57위 | FIFA 월드컵 역대 순위 : 57위 | FIFA 월드컵 역대 순위 : 57위 | FIFA 월드컵 역대 순위 : 57위 | FIFA 월드컵 역대 순위 : 57위 | FIFA 월드컵 역대 순위 : 57위 | FIFA 월드컵 역대 순위 : 57위 |

## FIFA 월드컵(예선)
| FIFA 월드컵 예선 기록 | FIFA 월드컵 예선 기록                    | FIFA 월드컵 예선 기록                    | FIFA 월드컵 예선 기록                    | FIFA 월드컵 예선 기록                    | FIFA 월드컵 예선 기록                    | FIFA 월드컵 예선 기록                    | FIFA 월드컵 예선 기록                    | FIFA 월드컵 예선 기록                    | FIFA 월드컵 예선 기록                    |
| 년도                  | 경기                                     | 승                                       | 무*                                      | 패                                       | 득점                                     | 실점                                     | 승점                                     |                                          |                                          |
| --------------------- | ---------------------------------------- | ---------------------------------------- | ---------------------------------------- | ---------------------------------------- | ---------------------------------------- | ---------------------------------------- | ---------------------------------------- | ---------------------------------------- | ---------------------------------------- |
| 1930년                | 유고슬라비아로 참가                      | 유고슬라비아로 참가                      | 유고슬라비아로 참가                      | 유고슬라비아로 참가                      | 유고슬라비아로 참가                      | 유고슬라비아로 참가                      | 유고슬라비아로 참가                      | 유고슬라비아로 참가                      | 유고슬라비아로 참가                      |
| 1934년                | 유고슬라비아로 참가                      | 유고슬라비아로 참가                      | 유고슬라비아로 참가                      | 유고슬라비아로 참가                      | 유고슬라비아로 참가                      | 유고슬라비아로 참가                      | 유고슬라비아로 참가                      | 유고슬라비아로 참가                      | 유고슬라비아로 참가                      |
| 1938년                | 유고슬라비아로 참가                      | 유고슬라비아로 참가                      | 유고슬라비아로 참가                      | 유고슬라비아로 참가                      | 유고슬라비아로 참가                      | 유고슬라비아로 참가                      | 유고슬라비아로 참가                      | 유고슬라비아로 참가                      | 유고슬라비아로 참가                      |
| 1950년                | 유고슬라비아로 참가                      | 유고슬라비아로 참가                      | 유고슬라비아로 참가                      | 유고슬라비아로 참가                      | 유고슬라비아로 참가                      | 유고슬라비아로 참가                      | 유고슬라비아로 참가                      | 유고슬라비아로 참가                      | 유고슬라비아로 참가                      |
| 1954년                | 유고슬라비아로 참가                      | 유고슬라비아로 참가                      | 유고슬라비아로 참가                      | 유고슬라비아로 참가                      | 유고슬라비아로 참가                      | 유고슬라비아로 참가                      | 유고슬라비아로 참가                      | 유고슬라비아로 참가                      | 유고슬라비아로 참가                      |
| 1958년                | 유고슬라비아로 참가                      | 유고슬라비아로 참가                      | 유고슬라비아로 참가                      | 유고슬라비아로 참가                      | 유고슬라비아로 참가                      | 유고슬라비아로 참가                      | 유고슬라비아로 참가                      | 유고슬라비아로 참가                      | 유고슬라비아로 참가                      |
| 1962년                | 유고슬라비아로 참가                      | 유고슬라비아로 참가                      | 유고슬라비아로 참가                      | 유고슬라비아로 참가                      | 유고슬라비아로 참가                      | 유고슬라비아로 참가                      | 유고슬라비아로 참가                      | 유고슬라비아로 참가                      | 유고슬라비아로 참가                      |
| 1966년                | 유고슬라비아로 참가                      | 유고슬라비아로 참가                      | 유고슬라비아로 참가                      | 유고슬라비아로 참가                      | 유고슬라비아로 참가                      | 유고슬라비아로 참가                      | 유고슬라비아로 참가                      | 유고슬라비아로 참가                      | 유고슬라비아로 참가                      |
| 1970년                | 유고슬라비아로 참가                      | 유고슬라비아로 참가                      | 유고슬라비아로 참가                      | 유고슬라비아로 참가                      | 유고슬라비아로 참가                      | 유고슬라비아로 참가                      | 유고슬라비아로 참가                      | 유고슬라비아로 참가                      | 유고슬라비아로 참가                      |
| 1974년                | 유고슬라비아로 참가                      | 유고슬라비아로 참가                      | 유고슬라비아로 참가                      | 유고슬라비아로 참가                      | 유고슬라비아로 참가                      | 유고슬라비아로 참가                      | 유고슬라비아로 참가                      | 유고슬라비아로 참가                      | 유고슬라비아로 참가                      |
| 1978년                | 유고슬라비아로 참가                      | 유고슬라비아로 참가                      | 유고슬라비아로 참가                      | 유고슬라비아로 참가                      | 유고슬라비아로 참가                      | 유고슬라비아로 참가                      | 유고슬라비아로 참가                      | 유고슬라비아로 참가                      | 유고슬라비아로 참가                      |
| 1982년                | 유고슬라비아로 참가                      | 유고슬라비아로 참가                      | 유고슬라비아로 참가                      | 유고슬라비아로 참가                      | 유고슬라비아로 참가                      | 유고슬라비아로 참가                      | 유고슬라비아로 참가                      | 유고슬라비아로 참가                      | 유고슬라비아로 참가                      |
| 1986년                | 유고슬라비아로 참가                      | 유고슬라비아로 참가                      | 유고슬라비아로 참가                      | 유고슬라비아로 참가                      | 유고슬라비아로 참가                      | 유고슬라비아로 참가                      | 유고슬라비아로 참가                      | 유고슬라비아로 참가                      | 유고슬라비아로 참가                      |
| 1990년                | 유고슬라비아로 참가                      | 유고슬라비아로 참가                      | 유고슬라비아로 참가                      | 유고슬라비아로 참가                      | 유고슬라비아로 참가                      | 유고슬라비아로 참가                      | 유고슬라비아로 참가                      | 유고슬라비아로 참가                      | 유고슬라비아로 참가                      |
| 1994년                | 없음                                     | 없음                                     | 없음                                     | 없음                                     | 없음                                     | 없음                                     | 없음                                     | 없음                                     | 없음                                     |
| 1998년                | 8                                        | 0                                        | 1                                        | 7                                        | 5                                        | 20                                       | 1                                        |                                          |                                          |
| 2002년                | 12                                       | 6                                        | 6                                        | 0                                        | 20                                       | 11                                       | 24                                       |                                          |                                          |
| 2006년                | 10                                       | 3                                        | 3                                        | 4                                        | 10                                       | 13                                       | 12                                       |                                          |                                          |
| 2010년                | 12                                       | 7                                        | 2                                        | 3                                        | 20                                       | 6                                        | 23                                       |                                          |                                          |
| 2014년                | 10                                       | 5                                        | 0                                        | 5                                        | 14                                       | 11                                       | 15                                       |                                          |                                          |
| 2018년                | 10                                       | 4                                        | 3                                        | 3                                        | 12                                       | 7                                        | 15                                       |                                          |                                          |
| 2022년                | 10                                       | 4                                        | 2                                        | 4                                        | 13                                       | 12                                       | 14                                       |                                          |                                          |
| 합계                  | 72                                       | 29                                       | 17                                       | 26                                       | 94                                       | 80                                       | 104                                      |                                          |                                          |
| 순위                  | 월드컵 예선 승점 순위 : 86위 (유럽 34위) | 월드컵 예선 승점 순위 : 86위 (유럽 34위) | 월드컵 예선 승점 순위 : 86위 (유럽 34위) | 월드컵 예선 승점 순위 : 86위 (유럽 34위) | 월드컵 예선 승점 순위 : 86위 (유럽 34위) | 월드컵 예선 승점 순위 : 86위 (유럽 34위) | 월드컵 예선 승점 순위 : 86위 (유럽 34위) | 월드컵 예선 승점 순위 : 86위 (유럽 34위) | 월드컵 예선 승점 순위 : 86위 (유럽 34위) |

### 2002년 FIFA 월드컵
| 팀                | 승점 | 경기수 | 승 | 무 | 패 | 득점 | 실점 | 골득실 |
| ----------------- | ---- | ------ | -- | -- | -- | ---- | ---- | ------ |
| 스페인            | 9    | 3      | 3  | 0  | 0  | 9    | 4    | +5     |
| 파라과이          | 4    | 3      | 1  | 1  | 1  | 6    | 6    | 0      |
| 남아프리카 공화국 | 4    | 3      | 1  | 1  | 1  | 5    | 5    | 0      |
| 슬로베니아        | 0    | 3      | 0  | 0  | 3  | 2    | 7    | -5     |

슬로베니아는 1992년 독립 이후 2002년 FIFA 월드컵에 처음 출전하여 B조의 남아공, 파라과이, 스페인과 한 조가 되었으나 스페인에게 1:3, 남아공에게 0:1, 파라과이에게 1:3으로 모두 져서 조 최하위로 탈락했다. 단지 골을 기록한 건 스페인과 파라과이와의 경기에서 각각 한 골씩만 기록할 뿐이었다. 특히, 슬로베니아는 스페인과 파라과이와의 경기에서 페널티킥을 내주었다. 또한, 슬로베니아는 3패를 기록하여 사우디아라비아, 중국 다음으로 최하위를 기록하고 말았다.

### 2010년 FIFA 월드컵
| 팀         | 승점 | 경기수 | 승 | 무 | 패 | 득점 | 실점 | 골득실 |
| ---------- | ---- | ------ | -- | -- | -- | ---- | ---- | ------ |
| 미국       | 5    | 3      | 1  | 2  | 0  | 4    | 3    | +1     |
| 잉글랜드   | 5    | 3      | 1  | 2  | 0  | 2    | 1    | +1     |
| 슬로베니아 | 4    | 3      | 1  | 1  | 1  | 3    | 3    | 0      |
| 알제리     | 1    | 3      | 0  | 1  | 2  | 0    | 2    | -2     |

슬로베니아는 미국, 잉글랜드, 알제리와 C조에 들어갔다. 1차전 미국과의 경기에서는 슬로베니아가 2골을 먼저 넣어 앞서갔으나 뒤이어 미국에게 2골을 도로 얻어맞아 2-2 무승부로 끝났다. 그러나 알제리와의 경기에서는 1승을 거두었지만 최종전에서 잉글랜드에게 1점차 패배로 승점 4점을 기록하여 자력진출이 어려웠다. 하지만 희망은 있었다. 실제로 같은 시간 미국과 알제리가 0-0으로 비기고 있어 이대로 끝나면 2무를 기록했던 미국이 1무를 더 추가하여 3무가 되어 슬로베니아가 16강에 진출할 수 있었다.
그런데, 공교롭게도 같은 해 월드컵에서 슬로베니아와 같은 처지에 놓여있는 국가가 또 있었다. 바로 칠레였다. 2010년 FIFA 월드컵에 진출했던 칠레는 2승을 기록하고도 최종전에서 스페인에게 져서 2승 1패가 되었다. 이유는 스페인-칠레는 승점 6점을 기록했지만 칠레가 골득실에서 밀렸기 때문이다. 그런데 같은 시간 스위스가 온두라스를 꺾을 경우 스위스도 승점 6점이 된다. 하지만 그럴 경우 칠레가 스페인과 스위스와 승점은 같아지지만 골득실에서 가장 낮아 조 3위로 탈락하는 상황이었으나 스위스가 온두라스와 비기는 바람에 칠레가 조 2위로 16강에 진출할 수 있었다. 그런데 16강에 진출한 칠레가 세계 축구 강호 브라질을 만나는 바람에 불행한 탈락을 한 바 있다.
즉, 슬로베니아의 경우도 칠레처럼 최종전에서 똑같이 패배해 자력진출이 어려웠다. 하지만 같은 시간 미국-알제리 경기가 스위스-온두라스처럼 최종전에서 비기면 미국이 3무승부가 되어 승점에서 앞서게 된 슬로베니아가 칠레처럼 똑같이 조 2위로 16강에 진출할 수는 있다. 그런데 놀랍게도 슬로베니아가 조 2위로 16강 진출에 만나는 상대도 칠레가 브라질 만나듯이 조 2위로 16강에서 진출한 슬로베니아가 전차군단 독일이었기 때문이다. 게다가 독일도 브라질처럼 강력한 우승후보로 슬로베니아가 16강에서 만날 경우 칠레처럼 대패당할 가능성이 높았기 때문이다. 그런데 실제로 미국이 최종전 경기에서 후반 추가시간 1분에 랜던 도너번의 결승골로 1승을 거두는 바람에 미국이 조 1위로 올랐고, 슬로베니아는 조 3위로 밀렸다.

## UEFA 유럽 축구 선수권 대회(본선)
| UEFA 유로컵 본선 기록 | UEFA 유로컵 본선 기록                  | UEFA 유로컵 본선 기록                  | UEFA 유로컵 본선 기록                  | UEFA 유로컵 본선 기록                  | UEFA 유로컵 본선 기록                  | UEFA 유로컵 본선 기록                  | UEFA 유로컵 본선 기록                  | UEFA 유로컵 본선 기록                  | UEFA 유로컵 본선 기록                  |
| 년도                  | 결과                                   | 순위                                   | 경기                                   | 승                                     | 무*                                    | 패                                     | 득점                                   | 실점                                   | 승점                                   |
| --------------------- | -------------------------------------- | -------------------------------------- | -------------------------------------- | -------------------------------------- | -------------------------------------- | -------------------------------------- | -------------------------------------- | -------------------------------------- | -------------------------------------- |
| 1960년                | 유고슬라비아로 참가                    | 유고슬라비아로 참가                    | 유고슬라비아로 참가                    | 유고슬라비아로 참가                    | 유고슬라비아로 참가                    | 유고슬라비아로 참가                    | 유고슬라비아로 참가                    | 유고슬라비아로 참가                    | 유고슬라비아로 참가                    |
| 1964년                | 유고슬라비아로 참가                    | 유고슬라비아로 참가                    | 유고슬라비아로 참가                    | 유고슬라비아로 참가                    | 유고슬라비아로 참가                    | 유고슬라비아로 참가                    | 유고슬라비아로 참가                    | 유고슬라비아로 참가                    | 유고슬라비아로 참가                    |
| 1968년                | 유고슬라비아로 참가                    | 유고슬라비아로 참가                    | 유고슬라비아로 참가                    | 유고슬라비아로 참가                    | 유고슬라비아로 참가                    | 유고슬라비아로 참가                    | 유고슬라비아로 참가                    | 유고슬라비아로 참가                    | 유고슬라비아로 참가                    |
| 1972년                | 유고슬라비아로 참가                    | 유고슬라비아로 참가                    | 유고슬라비아로 참가                    | 유고슬라비아로 참가                    | 유고슬라비아로 참가                    | 유고슬라비아로 참가                    | 유고슬라비아로 참가                    | 유고슬라비아로 참가                    | 유고슬라비아로 참가                    |
| 1976년                | 유고슬라비아로 참가                    | 유고슬라비아로 참가                    | 유고슬라비아로 참가                    | 유고슬라비아로 참가                    | 유고슬라비아로 참가                    | 유고슬라비아로 참가                    | 유고슬라비아로 참가                    | 유고슬라비아로 참가                    | 유고슬라비아로 참가                    |
| 1980년                | 유고슬라비아로 참가                    | 유고슬라비아로 참가                    | 유고슬라비아로 참가                    | 유고슬라비아로 참가                    | 유고슬라비아로 참가                    | 유고슬라비아로 참가                    | 유고슬라비아로 참가                    | 유고슬라비아로 참가                    | 유고슬라비아로 참가                    |
| 1984년                | 유고슬라비아로 참가                    | 유고슬라비아로 참가                    | 유고슬라비아로 참가                    | 유고슬라비아로 참가                    | 유고슬라비아로 참가                    | 유고슬라비아로 참가                    | 유고슬라비아로 참가                    | 유고슬라비아로 참가                    | 유고슬라비아로 참가                    |
| 1988년                | 유고슬라비아로 참가                    | 유고슬라비아로 참가                    | 유고슬라비아로 참가                    | 유고슬라비아로 참가                    | 유고슬라비아로 참가                    | 유고슬라비아로 참가                    | 유고슬라비아로 참가                    | 유고슬라비아로 참가                    | 유고슬라비아로 참가                    |
| 1992년                | 유고슬라비아로 참가                    | 유고슬라비아로 참가                    | 유고슬라비아로 참가                    | 유고슬라비아로 참가                    | 유고슬라비아로 참가                    | 유고슬라비아로 참가                    | 유고슬라비아로 참가                    | 유고슬라비아로 참가                    | 유고슬라비아로 참가                    |
| 1996년                | 예선 탈락                              | 예선 탈락                              | 예선 탈락                              | 예선 탈락                              | 예선 탈락                              | 예선 탈락                              | 예선 탈락                              | 예선 탈락                              | 예선 탈락                              |
| 2000년                | 조별리그                               | 13위                                   | 3                                      | 0                                      | 2                                      | 1                                      | 4                                      | 5                                      | 2                                      |
| 2004년                | 예선 탈락                              | 예선 탈락                              | 예선 탈락                              | 예선 탈락                              | 예선 탈락                              | 예선 탈락                              | 예선 탈락                              | 예선 탈락                              | 예선 탈락                              |
| 2008년                | 예선 탈락                              | 예선 탈락                              | 예선 탈락                              | 예선 탈락                              | 예선 탈락                              | 예선 탈락                              | 예선 탈락                              | 예선 탈락                              | 예선 탈락                              |
| 2012년                | 예선 탈락                              | 예선 탈락                              | 예선 탈락                              | 예선 탈락                              | 예선 탈락                              | 예선 탈락                              | 예선 탈락                              | 예선 탈락                              | 예선 탈락                              |
| 2016년                | 예선 탈락                              | 예선 탈락                              | 예선 탈락                              | 예선 탈락                              | 예선 탈락                              | 예선 탈락                              | 예선 탈락                              | 예선 탈락                              | 예선 탈락                              |
| 2020년                | 예선 탈락                              | 예선 탈락                              | 예선 탈락                              | 예선 탈락                              | 예선 탈락                              | 예선 탈락                              | 예선 탈락                              | 예선 탈락                              | 예선 탈락                              |
| 2024년                | 16강                                   | 11위                                   | 4                                      | 0                                      | 4                                      | 0                                      | 2                                      | 2                                      | 4                                      |
| 합계                  | 2회 진출(2/8)                          | 16강(1회)                              | 7                                      | 0                                      | 6                                      | 1                                      | 6                                      | 7                                      | 6                                      |
| 순위                  | UEFA 유럽 축구 선수권 대회 순위 : 31위 | UEFA 유럽 축구 선수권 대회 순위 : 31위 | UEFA 유럽 축구 선수권 대회 순위 : 31위 | UEFA 유럽 축구 선수권 대회 순위 : 31위 | UEFA 유럽 축구 선수권 대회 순위 : 31위 | UEFA 유럽 축구 선수권 대회 순위 : 31위 | UEFA 유럽 축구 선수권 대회 순위 : 31위 | UEFA 유럽 축구 선수권 대회 순위 : 31위 | UEFA 유럽 축구 선수권 대회 순위 : 31위 |

## UEFA 유럽 축구 선수권 대회(예선)
| UEFA 유로컵 예선 기록 | UEFA 유로컵 예선 기록      | UEFA 유로컵 예선 기록      | UEFA 유로컵 예선 기록      | UEFA 유로컵 예선 기록      | UEFA 유로컵 예선 기록      | UEFA 유로컵 예선 기록      | UEFA 유로컵 예선 기록      | UEFA 유로컵 예선 기록      | UEFA 유로컵 예선 기록      |
| 년도                  | 경기                       | 승                         | 무*                        | 패                         | 득점                       | 실점                       | 승점                       |                            |                            |
| --------------------- | -------------------------- | -------------------------- | -------------------------- | -------------------------- | -------------------------- | -------------------------- | -------------------------- | -------------------------- | -------------------------- |
| 1960년                | 유고슬라비아로 참가        | 유고슬라비아로 참가        | 유고슬라비아로 참가        | 유고슬라비아로 참가        | 유고슬라비아로 참가        | 유고슬라비아로 참가        | 유고슬라비아로 참가        |                            |                            |
| 1964년                | 유고슬라비아로 참가        | 유고슬라비아로 참가        | 유고슬라비아로 참가        | 유고슬라비아로 참가        | 유고슬라비아로 참가        | 유고슬라비아로 참가        | 유고슬라비아로 참가        |                            |                            |
| 1968년                | 유고슬라비아로 참가        | 유고슬라비아로 참가        | 유고슬라비아로 참가        | 유고슬라비아로 참가        | 유고슬라비아로 참가        | 유고슬라비아로 참가        | 유고슬라비아로 참가        |                            |                            |
| 1972년                | 유고슬라비아로 참가        | 유고슬라비아로 참가        | 유고슬라비아로 참가        | 유고슬라비아로 참가        | 유고슬라비아로 참가        | 유고슬라비아로 참가        | 유고슬라비아로 참가        |                            |                            |
| 1976년                | 유고슬라비아로 참가        | 유고슬라비아로 참가        | 유고슬라비아로 참가        | 유고슬라비아로 참가        | 유고슬라비아로 참가        | 유고슬라비아로 참가        | 유고슬라비아로 참가        |                            |                            |
| 1980년                | 유고슬라비아로 참가        | 유고슬라비아로 참가        | 유고슬라비아로 참가        | 유고슬라비아로 참가        | 유고슬라비아로 참가        | 유고슬라비아로 참가        | 유고슬라비아로 참가        |                            |                            |
| 1984년                | 유고슬라비아로 참가        | 유고슬라비아로 참가        | 유고슬라비아로 참가        | 유고슬라비아로 참가        | 유고슬라비아로 참가        | 유고슬라비아로 참가        | 유고슬라비아로 참가        |                            |                            |
| 1988년                | 유고슬라비아로 참가        | 유고슬라비아로 참가        | 유고슬라비아로 참가        | 유고슬라비아로 참가        | 유고슬라비아로 참가        | 유고슬라비아로 참가        | 유고슬라비아로 참가        |                            |                            |
| 1992년                | 유고슬라비아로 참가        | 유고슬라비아로 참가        | 유고슬라비아로 참가        | 유고슬라비아로 참가        | 유고슬라비아로 참가        | 유고슬라비아로 참가        | 유고슬라비아로 참가        |                            |                            |
| 1996년                | 10                         | 3                          | 2                          | 5                          | 13                         | 13                         | 11                         |                            |                            |
| 2000년                | 12                         | 6                          | 3                          | 3                          | 15                         | 16                         | 21                         |                            |                            |
| 2004년                | 10                         | 4                          | 3                          | 3                          | 16                         | 14                         | 15                         |                            |                            |
| 2008년                | 12                         | 3                          | 2                          | 7                          | 9                          | 16                         | 11                         |                            |                            |
| 2012년                | 10                         | 4                          | 2                          | 4                          | 11                         | 7                          | 14                         |                            |                            |
| 2016년                | 12                         | 5                          | 2                          | 5                          | 19                         | 14                         | 17                         |                            |                            |
| 2020년                | 10                         | 4                          | 2                          | 4                          | 16                         | 11                         | 14                         |                            |                            |
| 2024년                | 10                         | 7                          | 1                          | 2                          | 20                         | 9                          | 22                         |                            |                            |
| 합계                  | 86                         | 36                         | 17                         | 33                         | 119                        | 100                        | 125                        |                            |                            |
| 순위                  | 유로 예선 승점 순위 : 30위 | 유로 예선 승점 순위 : 30위 | 유로 예선 승점 순위 : 30위 | 유로 예선 승점 순위 : 30위 | 유로 예선 승점 순위 : 30위 | 유로 예선 승점 순위 : 30위 | 유로 예선 승점 순위 : 30위 | 유로 예선 승점 순위 : 30위 | 유로 예선 승점 순위 : 30위 |

## 지중해 게임
| 지중해 게임 기록 | 지중해 게임 기록    | 지중해 게임 기록    | 지중해 게임 기록    | 지중해 게임 기록    | 지중해 게임 기록    | 지중해 게임 기록    | 지중해 게임 기록    | 지중해 게임 기록    | 지중해 게임 기록    |
| 년도             | 결과                | 순위                | 경기                | 승                  | 무*                 | 패                  | 득점                | 실점                | 승점                |
| ---------------- | ------------------- | ------------------- | ------------------- | ------------------- | ------------------- | ------------------- | ------------------- | ------------------- | ------------------- |
| 1951년           | 유고슬라비아로 참가 | 유고슬라비아로 참가 | 유고슬라비아로 참가 | 유고슬라비아로 참가 | 유고슬라비아로 참가 | 유고슬라비아로 참가 | 유고슬라비아로 참가 | 유고슬라비아로 참가 | 유고슬라비아로 참가 |
| 1955년           | 유고슬라비아로 참가 | 유고슬라비아로 참가 | 유고슬라비아로 참가 | 유고슬라비아로 참가 | 유고슬라비아로 참가 | 유고슬라비아로 참가 | 유고슬라비아로 참가 | 유고슬라비아로 참가 | 유고슬라비아로 참가 |
| 1959년           | 유고슬라비아로 참가 | 유고슬라비아로 참가 | 유고슬라비아로 참가 | 유고슬라비아로 참가 | 유고슬라비아로 참가 | 유고슬라비아로 참가 | 유고슬라비아로 참가 | 유고슬라비아로 참가 | 유고슬라비아로 참가 |
| 1963년           | 유고슬라비아로 참가 | 유고슬라비아로 참가 | 유고슬라비아로 참가 | 유고슬라비아로 참가 | 유고슬라비아로 참가 | 유고슬라비아로 참가 | 유고슬라비아로 참가 | 유고슬라비아로 참가 | 유고슬라비아로 참가 |
| 1967년           | 유고슬라비아로 참가 | 유고슬라비아로 참가 | 유고슬라비아로 참가 | 유고슬라비아로 참가 | 유고슬라비아로 참가 | 유고슬라비아로 참가 | 유고슬라비아로 참가 | 유고슬라비아로 참가 | 유고슬라비아로 참가 |
| 1971년           | 유고슬라비아로 참가 | 유고슬라비아로 참가 | 유고슬라비아로 참가 | 유고슬라비아로 참가 | 유고슬라비아로 참가 | 유고슬라비아로 참가 | 유고슬라비아로 참가 | 유고슬라비아로 참가 | 유고슬라비아로 참가 |
| 1975년           | 유고슬라비아로 참가 | 유고슬라비아로 참가 | 유고슬라비아로 참가 | 유고슬라비아로 참가 | 유고슬라비아로 참가 | 유고슬라비아로 참가 | 유고슬라비아로 참가 | 유고슬라비아로 참가 | 유고슬라비아로 참가 |
| 1979년           | 유고슬라비아로 참가 | 유고슬라비아로 참가 | 유고슬라비아로 참가 | 유고슬라비아로 참가 | 유고슬라비아로 참가 | 유고슬라비아로 참가 | 유고슬라비아로 참가 | 유고슬라비아로 참가 | 유고슬라비아로 참가 |
| 1983년           | 유고슬라비아로 참가 | 유고슬라비아로 참가 | 유고슬라비아로 참가 | 유고슬라비아로 참가 | 유고슬라비아로 참가 | 유고슬라비아로 참가 | 유고슬라비아로 참가 | 유고슬라비아로 참가 | 유고슬라비아로 참가 |
| 1987년           | 유고슬라비아로 참가 | 유고슬라비아로 참가 | 유고슬라비아로 참가 | 유고슬라비아로 참가 | 유고슬라비아로 참가 | 유고슬라비아로 참가 | 유고슬라비아로 참가 | 유고슬라비아로 참가 | 유고슬라비아로 참가 |
| 1991년           | 유고슬라비아로 참가 | 유고슬라비아로 참가 | 유고슬라비아로 참가 | 유고슬라비아로 참가 | 유고슬라비아로 참가 | 유고슬라비아로 참가 | 유고슬라비아로 참가 | 유고슬라비아로 참가 | 유고슬라비아로 참가 |
| 1993년           | 조별리그            | 7위                 | 2                   | 0                   | 1                   | 1                   | 1                   | 2                   | 1                   |
| 1997년           | 조별리그            | 9위                 | 3                   | 0                   | 2                   | 1                   | 4                   | 5                   | 2                   |
| 2001년           | 진출 실패           | 진출 실패           | 진출 실패           | 진출 실패           | 진출 실패           | 진출 실패           | 진출 실패           | 진출 실패           | 진출 실패           |
| 2005년           | 진출 실패           | 진출 실패           | 진출 실패           | 진출 실패           | 진출 실패           | 진출 실패           | 진출 실패           | 진출 실패           | 진출 실패           |
| 2009년           | 진출 실패           | 진출 실패           | 진출 실패           | 진출 실패           | 진출 실패           | 진출 실패           | 진출 실패           | 진출 실패           | 진출 실패           |
| 2013년           | 진출 실패           | 진출 실패           | 진출 실패           | 진출 실패           | 진출 실패           | 진출 실패           | 진출 실패           | 진출 실패           | 진출 실패           |
| 2018년           |                     |                     |                     |                     |                     |                     |                     |                     |                     |
| 합계             | 2회 진출(2/6)       | 조별리그(2회)       | 5                   | 0                   | 3                   | 2                   | 5                   | 7                   | 3                   |

## 현 대표 선수
- 보얀 요키치
- 얀 오블라크
- 팀 마타브주
- 요시프 일리치치
- 야스민 쿠르티치
- 레네 크르힌
- 케빈 캄플

## 역대 감독
| 감독              | 임기        |
| ----------------- | ----------- |
| 스레치코 카타네츠 | 1998 ~ 2002 |
| 브란코 오블라크   | 2004 ~ 2006 |
| 스레치코 카타네츠 | 2013 ~ 2017 |